# دیش گاردن

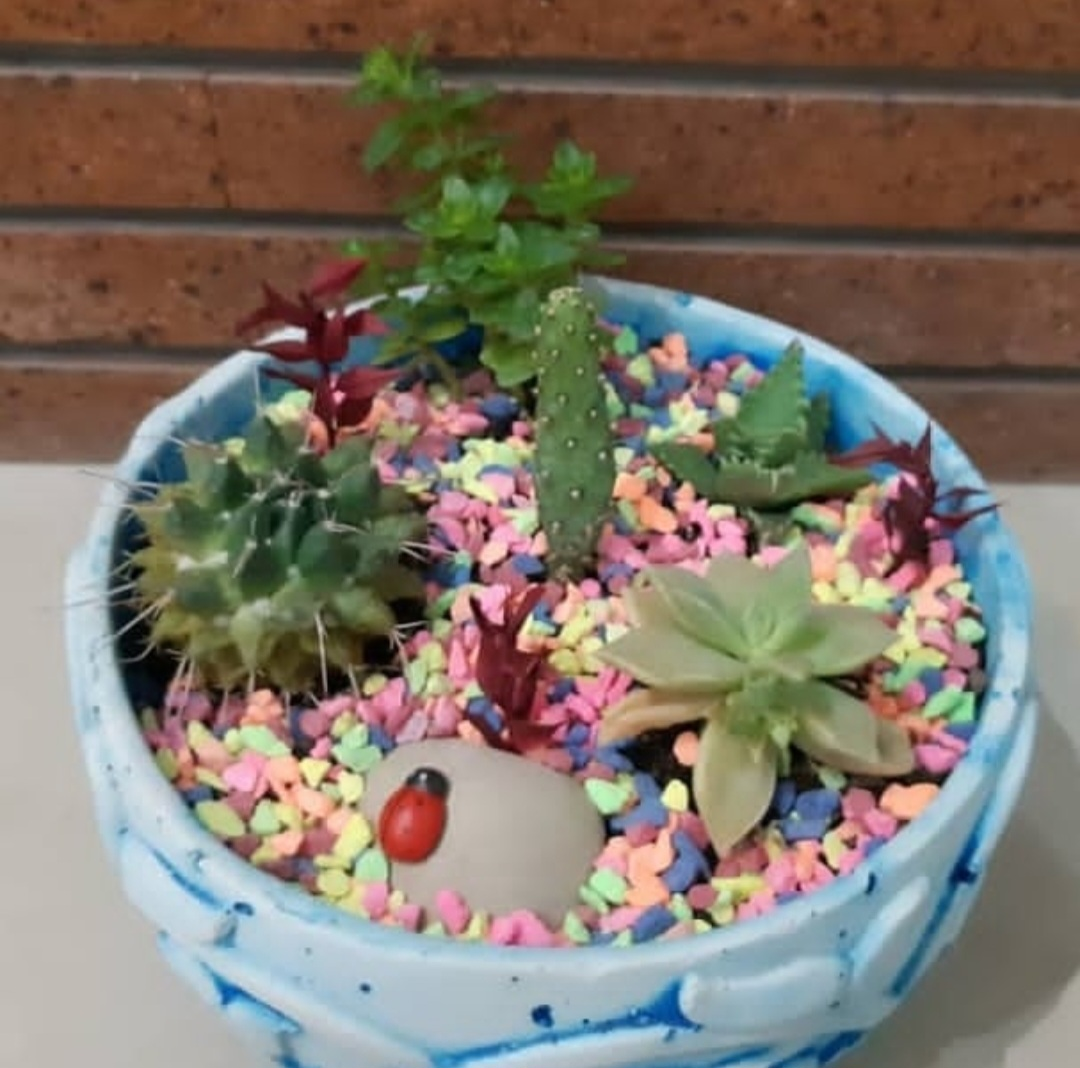
دیش گاردن ساکولنت

دیش گاردن یا باغ ظرفی، (در انگلیسی dish garden) در واقع نوعی باغ کوچک است که معمولاً با ظروف یا گلدان‌های کم عمق و با گیاهان متعدد در یک ظرف ساخته می‌شود. گیاهان ممکن است از گونه‌های‌ یکسان یا متفاوت باشند. اغلب، گیاهان به گونه‌ای انتخاب می‌شوند که در کنار هم زیبایی بیشتری را به وجود آورند. ظرف انتخاب شده بنا بر سلیقه افراد انتخاب می‌شود اما باید به نکاتی توجه داشت. ظرف یا گلدان، باید فضای کافی را برای گیاهانی که در آن قرار می‌گیرد؛ داشته باشد. همچنین در کف گلدان باید منافذی جهت خروج آب اضافی آبیاری، وجود داشته باشد. بدون زهکشی کافی، ریشه‌های گیاه آسیب می‌بینند و در نهایت گیاه از بین می‌رود. ساکولنت‌ها به اندازه گیاهان دیگر به یک ظرف عمیق نیاز ندارند، زیرا می‌توانند ریشه های کم عمق داشته باشند. گیاهانی که در دیش گاردن استفاده می‌شوند، عموماً کوچک می‌مانند یا به کندی رشد می‌کنند. علی رغم اینکه رشد گیاهان در دیش گاردن سریع نیست اما باید به این نکته نیز توجه نمود که ظرف مورد استفاده برای دیش گاردن، فضای رشد ریشه های گیاه حداقل برای یک سال را داشته باشد. 

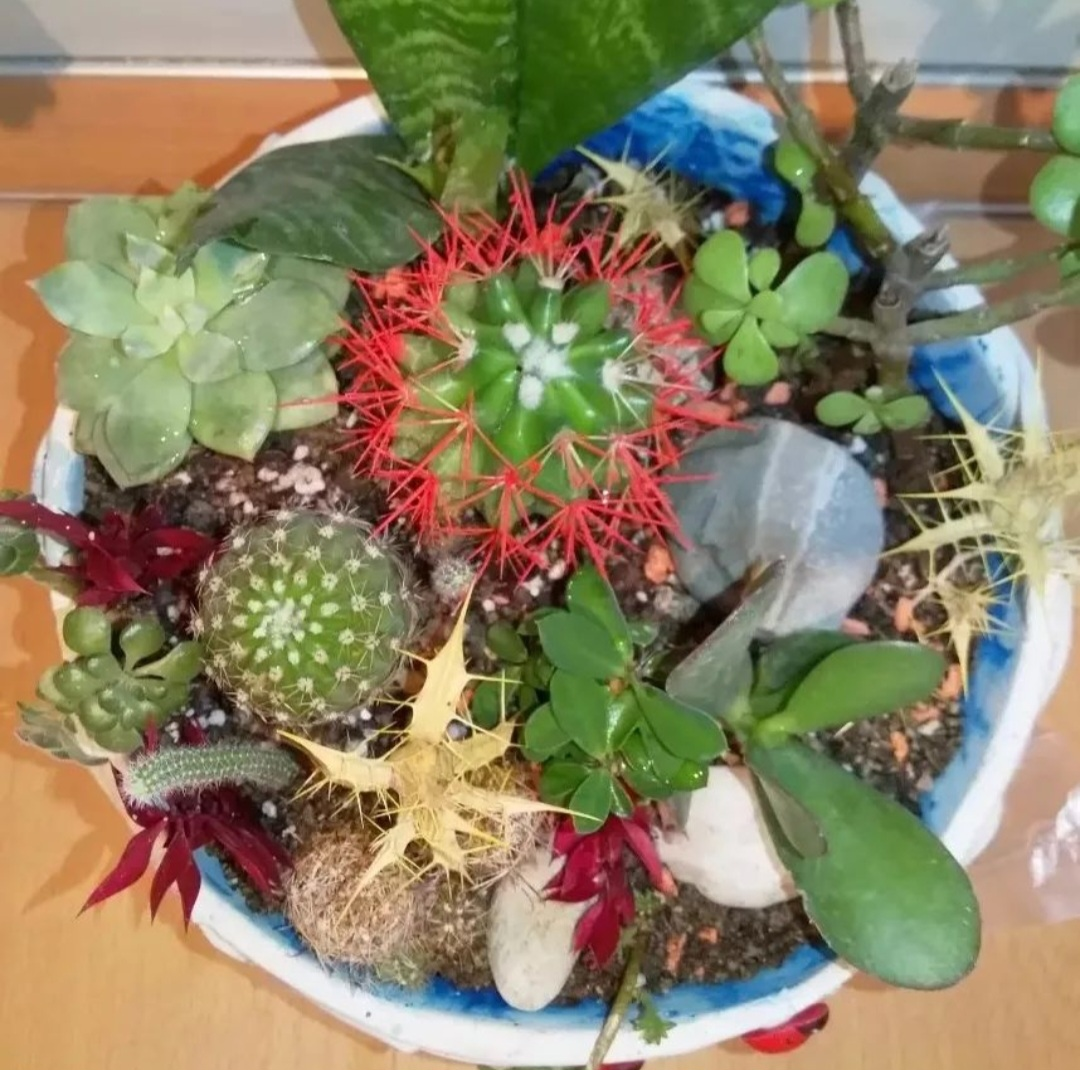
دیش گاردن کاکتوس و ساکولنت

انتخاب گیاهانی با نیازهای آبیاری و نور مشابه برای یک دیش گاردن موفق با ماندگاری بالا، ضروری است. زیرا گیاهان در کنار هم هستند و ایجاد شرایط متفاوت برای هر گیاه امکان پذیر نیست. به یاد داشته باشید بهتر است تعداد گیاهانی که برای ساخت دیش گاردن مورد استفاده قرار می‌گیرد، فرد باشد. بهتر است برای زیبایی بیشتر، ارتفاع گیاهان متفاوت باشد و با نظم خاصی در کنار هم قرار گیرند. زیرا چیدمان گیاهان دیش گاردن در کنارهم است که زیبایی آن را دو چندان می‌کند. نکته دیگری که در ساخت یک دیش گاردن موفق حائز اهمیت است این است که تراکم گیاهان نباید در حدی باشد که هر گیاه برای رفع نیازهای خود، از قبیل آب و نور و مواد غذایی، با گیاه مجاور، رقابت کند. در دیش گاردن کاکتوس و ساکولنت، باید فاصله بین گیاهان در نظر گرفته شود تا رطوبت اضافی موجب پوسیدگی بافت گیاه نشود. بستر کاشت انتخاب شده برای دیش گاردن بسته به نوع گیاهان مورد استفاده، متفاوت خواهد بود. زهکشی خاک باید مناسب با گیاه باشد و بستر کاشت، در عین اینکه رطوبت کافی را حفظ کند و در اختیار گیاه قرار می‌دهد، نباید باعث پوسیدگی ریشه‌ها شود. همچنین خاک باید مواد مغذی لازم برای رشد گیاه را داشته باشد.

گفته می‌شود اولین دیش گاردن ها در ژاپن ساخته شده اند. 
دیش گاردن کاکتوس و ساکولنت یکی از بهترین انواع دیش گاردن هاست. چرا که ساکولنت ها و کاکتوس ها در فضای آپارتمانی، رشد نسبتا کندی دارند و به آبیاری زیاد نیاز ندارند. بنابراین این نگهداری از آنها راحت است. البته باید توجه داشت که نور زیاد و زهکشی مناسب گلدان، یکی از کلیدی ترین فاکتور ها در تولید و نگهداری دیش گاردن کاکتوس و ساکولنت است.  
دیش گاردن‌ها، به عنوان ابزارهایی تعریف شده‌اند که طبیعت را به محیط‌های سرپوشیده منتقل می‌کنند. این ابزارهای طبیعی می توانند ویژگی‌های مهمی از فضاهای سبز در فضای باز، از جمله طراوت و سرزندگی و شادابی را به محیط‌های سرپوشیده مانند منزل، محل کار، بیمارستان و... منتقل کنند. در واقع می‌توانند به عنوان نوعی جایگزین فضای سبز ساده در نظر گرفته شوند. در یک مطالعه، نقش دیش گاردن، به عنوان جایگزین فضاهای سبز بیرونی، در بهبود جسمی و عصبی کودکان بستری در بیمارستان، مورد بررسی قرار گرفت. نتایج این مطالعه نشان داد که مشاهده دیش گاردن به عنوان جانشین فضاهای سبز در طول دوره بهبودی تأثیر مثبتی بر خصوصیات جسمی و عصبی کودکان بستری داشت. شایان ذکر است که در این مدت، بچه‌ها فعالیت‌های تفریحی دیگری نداشتند. یافته‌های این مطالعه نشان داد که با طراحی و اجرای دیش گاردن به عنوان جایگزینی برای فضاهای سبز در اتاق‌های کودکان در بیمارستان‌ها، یک فضای با طراوت و دل‌پذیر ایجاد می‌شود که اثرات مثبتی بر سلامت جسمی و عصبی کودکان بستری خواهد داشت. طراحی و ساخت این دیش گاردن‌ها که احتمالا برای مدت طولانی باقی خواهند ماند، هزینه زیادی ندارد و افراد زیادی با دیدن آن‌ها حال بهتری خواهند داشت.
امروزه با گسترش زندگی ماشینی، نیاز به استفاده از گیاهان زینتی در خانه و محل کار، بیش از پیش احساس می‌شود. بنابراین می‌توان از دیش گاردن جهت زیباسازی و ایجاد طراوت در محیط زندگی استفاده نمود. برخلاف سایر تزئینات مصنوعی و بی‌جان، دیش گاردن به عنوان نمادی از حیات و رشد می تواند انرژی مثبت زیادی را به فضای زندگی شما وارد کند.